# احتلال العقل الأمريكي
احتلال العقل الأمريكي هو فيلم وثائقي لعام 2016 لوريتا ألبر وجيريمي إيرب، ورواه روجر ووترز. وبحسب قناة الجزيرة، يسعى الفيلم إلى إظهار كيف أن حرب المعلومات التي تشنها إسرائيل وأنصارها شوهت حقيقة الصراع الإسرائيلي الفلسطيني، واستحوذت على قلوب وعقول الأمريكيين على مدى الخمسين سنة الماضية. بعبارة أخرى، يسعى «احتلال العقل الأمريكي» إلى استكشاف دعم الولايات المتحدة الثابت لإسرائيل في مواجهة الأعمال المثيرة للجدل التي تقوم بها الأخيرة.
يبدأ الفيلم الوثائقي بمقاطع عن الغزو الإسرائيلي لغزة في عام 2014، وباستخدام خبراء نصفهم من اليهود الأمريكيين، يدعي إظهار كيف تستخدم الحكومة الإسرائيلية وجماعات الضغط المؤيدة لإسرائيل نفوذها في وسائل الإعلام الأمريكية لتشكيل آراء الشعب الأمريكي حول سيطرته على الضفة الغربية وغزة.
كان من المقرر عرض الفيلم الوثائقي في مركز مجتمعي في تاكوما بارك بولاية ماريلاند، ولكن تم تأجيله لمدة شهر بعد احتجاج مجلس علاقات المجتمع اليهودي (JCRC). عرضت المدينة في النهاية نسخة مدتها 45 دقيقة بدلاً من 84 دقيقة كاملة، لتوفير فرصة للمناقشة بعد المشاهدة. بعد العرض، عقدت حلقة نقاش مع ممثلين عن الصوت اليهودي من أجل السلام ومجلس العلاقات الأمريكية الإسلامية. قبل عرض الفيلم الوثائقي، طلب مسؤولو المدينة من مجلس علاقات الجالية اليهودية في واشنطن الكبرى المشاركة، لكنهم رفضوا الطلب لأنهم يعتقدون أن المشاركين الآخرين في اللجنة «يعارضون وجود دولة إسرائيل».

## خطة
سعى احتلال العقل الأمريكي لإظهار كيف أثارت الهجمات الإسرائيلية على الفلسطينيين احتجاجات واسعة في جميع أنحاء العالم، بينما ظلت الولايات المتحدة ثابتة في دعمها لإسرائيل على الرغم من الجرائم المرتكبة.

يبدأ الفيلم الوثائقي بعرض حرب 2014 في غزة حيث أسقطت إسرائيل ما يقرب من 20 ألف طن من المتفجرات على غزة في 51 يومًا، مما أسفر عن مقتل أكثر من 2000 فلسطيني وإصابة عشرات الآلاف، غالبيتهم العظمى من المدنيين. وفقًا لتقرير واشنطن، يواصل الفيلم إظهار أنه بعد رد الفعل العام على هجوم 1982 على لبنان، كلفت إسرائيل فرانك لونتز، مستشار العلاقات العامة الأمريكي الذي ساعد في التأثير على الحملات الجمهورية، «للتوصل إلى إستراتيجية لبيع الإسرائيليين العمليات العسكرية للاميركيين الذين يمولونها». يجادل هذا التقرير كذلك بأن لونتز أنشأ «قاموس اللغة العالمي الذي لا يزال يستخدم حتى اليوم لتأطير الرواية الإسرائيلية.» ونصح مؤيدي إسرائيل «دائما بتصوير العمل العسكري الإسرائيلي على انه دفاع عن النفس. يجب ان يركز المتحدثون على الإرهاب وليس الأرض». وفقًا لهذا التقرير، أدرك لونتز أن «إسرائيل لا تستطيع أن تجعل الصور التي تدمر القلب من لبنان وغزة تختفي، لكنها يمكن أن تشبع وسائل الإعلام بنقاط الحوار لجعل الأمريكيين يعتقدون أن الفلسطينيين يستحقون ما تضربهم به إسرائيل». وفقًا للخبراء الذين تمت مقابلتهم في الفيلم الوثائقي، فإن أي انتقاد لإسرائيل يوصف بأنه معاد للسامية، واليهود الذين يكرهون أنفسهم فقط هم من لا يوافقون على الفصل العنصري واحتلال الأراضي الفلسطينية. وجاء في التقرير: «عندما يظهر مراسل، مثل أيمن محي الدين من شبكة إن بي سي، تعاطفه مع الأطفال المذبوحين وهم يلعبون الكرة على الشاطئ، يُطلب من المؤيدين المطالبة بإبعاده من غزة. عندما تجرأ بوب سيمون أو مايك والاس على انتقاد إسرائيل في 60 دقيقة وُصِفوا بأنهم يهود يكرهون أنفسهم». أظهر استطلاع أجرته سي إن إن / مؤسسة أبحاث الرأي في عام 2014 أن 40 بالمائة من الأمريكيين يعتقدون أن إسرائيل تستخدم القوة المفرطة ضد سكان غزة. سوت جاللي الذي تمت مقابلته في الفيلم، يقول:

## تصورات
وأدان عضو مجلس مندوبي ماريلاند بنيامين إف.كرامر عرض الفيلم في تاكوما بارك كوميونيتي سنتر، قائلاً: «ما التالي على جدول الأعمال.. . هل يجب أن نفكر في ألمانيا عام 1933 للحصول على القليل من التوجيه؟. .. ربما ستطلب قريبًا من أصحاب الأعمال اليهود وضع نجوم داوود على واجهات متاجرهم حتى يسهل التعرف عليهم لاحقًا وتحطيم نوافذهم، أو ربما مجرد قيام الحكومة بإحراق كنيس يهودي أو اثنين... بعد كل شيء، إنهم اليهود فقط.» كما أعرب بيتر فرانشوت، كبير المسؤولين الماليين في ولاية ماريلاند، عن معارضته لعرض الفيلم ومحتواه. وقال إن «مجلس المدينة بحاجة إلى إجراء نداء اليوم لإلغاء هذا العرض وإبعاد هذا الفيلم - وقيمه المعادية للسامية - إلى الأطراف المظلمة في مجتمعنا». وبالمثل، طلب ثمانية من أعضاء مجلس مقاطعة مونتغومري التسعة إلغاء عرض الفيلم الوثائقي لأنهم قالوا إن الفيلم كان معاديًا لليهود. قال توم هاكر، العضو الوحيد في المجلس الذي لم يوقع على الطلب، إنه لم يكن مرتاحًا للقيام بذلك عندما لم يشاهد الفيلم بعد. قال رون هالبر، المدير التنفيذي لمجلس علاقات الجالية اليهودية في واشنطن الكبرى، الذي فضل عدم المشاركة في العرض، «لدينا مدينة قررت إنفاق أموال دافعي الضرائب على فيلم رديء السمعة بطبيعته معاد للسامية.» وأضاف أن الفيلم «كان من الممكن أن يكون من تأليف كتاب الدعاية لحماس».
بنيامين دوغلاس، عضو «صوت اليهود من أجل السلام» في دي سي مترو، بينما أشار إلى أن لجنة الصليب الأحمر الكندية لا تتحدث باسم جميع اليهود، قال: «نريد أن يشاهد الناس الفيلم ويقرروا بأنفسهم». قالت زينب شودري، مديرة مجلس العلاقات الأمريكية الإسلامية بولاية ماريلاند: «إذا أغلقنا النقاش، فإننا نقول أساسًا إنه طريقي أو الطريق السريع، وهذا ليس مكان الحكومة لقول ذلك.» ديباك كينكيريماث، منظم حدث سنوي بعنوان «أصوات من الأرض المقدسة»، والذي حضر دائرة المتظاهرين الذين تجمعوا خارج المجتمع، اعتبر الحدث بمثابة دراسة حالة: «ها نحن مع المتظاهرين يلوحون باللافتات واللافتات التي تدعي هذا الفيلم معاد للسامية مع أنهم حتى لم يروه». تابع القول: حقيقة أن الفحص لم يتم إلغاؤه ستظهر للسلطات القضائية المحلية الأخرى عدم التراجع.

## روابط خارجية
- احتلال العقل الأمريكي (فيديو)